# Stefaan Van Hecke
Stefaan Van Hecke (Gent, 4 januari 1973) is een Belgisch politicus voor Groen.

## Loopbaan
Na zijn studies rechten aan de Universiteit Gent, die hij in 1995 voltooide met het behalen van zijn licentiaatsdiploma, specialiseerde Van Hecke zich verder in Milieukunde aan de Universitaire Instelling Antwerpen, een studie die hij in 1997 afrondde. Van 1995 tot 2015 was hij advocaat aan de balie van Gent. Aan deze balie hield hij zich onder meer bezig met jeugdrecht, milieurecht, administratief recht en sociaal recht. Ook klaagde Van Hecke als advocaat regelmatig de onvolmaakte wetgeving inzake alternatieve geneeswijzen aan. Hij startte met succes een procedure bij het Grondwettelijk Hof tot schorsing van bepaalde bepalingen in het Vlaamse Provinciedecreet, waardoor tegen 2012 nieuwe kiesomschrijvingen voor de provincieraadsverkiezingen vastgelegd moeten worden.
Van Hecke startte zijn politieke carrière in 1990 in de lokale Agalev-afdeling van Merelbeke en was mede-oprichter van Jong Agalev in 1992. In januari 1996 werd hij provincieraadslid van Oost-Vlaanderen, wat hij bleef tot in november 2006. Hij werkte er vooral rond sociaal beleid, economie, onderwijs, ruimtelijke ordening. Ook was hij van september 2004 tot eind 2024 gemeenteraadslid van Merelbeke. Hij werd in de Merelbeekse gemeenteraad fractieleider van Groen. In oktober 2024 werd hij verkozen in de gemeenteraad van de toekomstige fusiegemeente Merelbeke-Melle, die op 1 januari 2025 officieel ontstond.
Tussen 2000 en 2004 was hij als advocaat bestuurslid van de Vlaamse Conferentie van de balie te Gent. Tussen 2001 en 2004 werkte Van Hecke als kabinetsmedewerker van de Vlaamse ministers Mieke Vogels en Jef Tavernier.
Na zijn verkiezing in het parlement was Van Hecke slechts sporadisch actief als advocaat. Hij verliet de balie uiteindelijk definitief in november 2015 en is thans ere-advocaat bij de balie van Gent.

## Parlementaire loopbaan

### Legislatuur 2007-2010
Bij de verkiezingen van 18 mei 2003 nam Van Hecke een eerste keer deel aan nationale verkiezingen. Hij stond toen als tweede opvolger op de Kamerlijst. Door de grote verkiezingsnederlaag van Agalev raakte echter niemand verkozen. Bij de Vlaamse verkiezingen 2004 stond Van Hecke opnieuw op de lijst. Als vierde effectieve haalde hij weliswaar een degelijke score, maar de twee zetels die de partij in Oost-Vlaanderen haalde, gingen naar Vera Dua en Jos Stassen.
Omdat Groen geen federale verkozenen meer had, besloot toenmalig voorzitter Vera Dua een grootscheepse verjonging en vernieuwing door te voeren. Stefaan Van Hecke werd door een overgrote meerderheid van de Oost-Vlaamse Groen-leden tot lijsttrekker verkozen. Op 10 juni 2007 werd hij met 7 905 voorkeurstemmen verkozen. De partij haalde in zijn Oost-Vlaamse kieskring 7,22%. Op 28 juli 2007 legde hij voor de eerste keer de eed af als lid van de Belgische Kamer van volksvertegenwoordigers, waar hij met de andere drie Kamerleden van Groen deel ging uitmaken van de Ecolo-Groen-fractie.
In de legislatuur 2007-2010 zetelde hij in de commissies Justitie en Infrastructuur. Bij aanvang van de legislatuur was hij fractieleider ad interim, ter vervanging van Meyrem Almaci, die kort na de verkiezingen bevallen was. Reeds in het begin van de legislatuur vroeg Van Hecke samen met toenmalig Ecolo-fractieleider Jean-Marc Nollet een Onderzoekscommissie “Fiscale fraude”. Mede door het uitblijven van een regering wegens de problematische regeringsformatie in 2007 vonden beide ecologische politici de nodige steun bij andere partijen. Op 10 april 2008 werd de Onderzoekscommissie opgericht om na te gaan hoe het kwam dat het zo moeilijk was om belastingontduiking bestraft te krijgen. Ze stond onder leiding van François-Xavier de Donnea (MR). Ze kwam uiteindelijk tot 108 aanbevelingen om de strijd tegen de miljoenenfraude te verbeteren.
Na het tragische treinongeval bij Buizingen vroeg Van Hecke dat er een onderzoekscommissie zou opgericht worden om na te kijken wat er fout gelopen was bij de treinramp in Buizingen en om aanbevelingen te doen voor hoe het veiliger kon. Na een lange parlementaire discussie werd uiteindelijk besloten tot de oprichting van een Bijzondere Kamercommissie. Deze heeft – in tegenstelling tot een Onderzoekscommissie – niet de macht van een onderzoeksrechter.
Ondanks de belofte dat de experten die de commissie begeleiden niet gehinderd zouden worden door de verkiezingen, bleek in juli 2010 toch dat deze het werk neergelegd hadden, omdat ze niet langer betaald werden. Van Hecke klaagde dit aan en verkreeg op 20 juli 2010 dat de experten het werk konden hervatten. Op 31 augustus 2010 bleek dat het Rekenhof een tussentijds rapport heeft opgemaakt waarin zou staan dat de veiligheidssystemen bij de NMBS beter konden zijn. Dit rapport was op dat moment nog niet in handen van de (resterende) leden van de Bijzondere Commissie Buizingen.
Als Kamerlid specialiseerde Van Hecke zich in Justitie en Staatshervorming. In die functie was hij dan ook betrokken bij diverse onderhandelingen tussen meerderheid en oppositie.
Na de moeizame regeringsvorming van 2007 werd een interim-regering opgericht onder leiding van Guy Verhofstadt (Open Vld). Deze had als taak om een nieuwe staatshervorming voor te bereiden. Dit gebeurde in de zogenaamde Raad der Wijzen. Magda Aelvoet zetelde hier voor Groen in. Bij de succesvolle onderhandelingen van het “Eerste Pakket” was Van Hecke betrokken als ondersteuning van Aelvoet. Bij de nooit voltooide onderhandelingen over het “Tweede Pakket” verving Van Hecke definitief Magda Aelvoet, die kort voordien haar vertrek uit de politiek aangekondigd had. Tijdens de onderhandelingen onder leiding van oud-premier Jean-Luc Dehaene (CD&V) over de splitsing van de kieskring Brussel-Halle-Vilvoorde was hij een van de kernonderhandelaars voor zijn partij.
Daarnaast was Van Hecke ook onderhandelaar voor Groen in het zogenaamde Atomiumoverleg dat in oktober 2009 opgericht werd. Deze werkgroep stond onder leiding van toenmalig justitieminister Stefaan De Clerck (CD&V) en had tot doel om een grondige hervorming van de justitie mogelijk te maken. Het overleg strandde echter toen de N-VA eind december 2009 besloot niet langer mee te werken.

### Legislatuur 2010-2014
Na de val van de regering-Leterme II op 26 april 2010 werd hij in De Standaard uitgeroepen tot een van de beste Vlaamse Kamerleden. De krant gaf hem een score van 8/10 en erkende zijn degelijk werk als justitiespecialist.
Van Hecke werd opnieuw aangeduid als lijsttrekker voor Oost-Vlaanderen. Groen kende een lichte vooruitgang en behaalde 7,36 procent, terwijl Van Heckes persoonlijke score een stevige sprong voorwaarts maakte naar 10 283 voorkeurstemmen. Eind 2011 werd hij aangesteld als fractieleider van de Ecolo-Groen-fractie ter vervanging van Meyrem Almaci.
Na het uitbreken van het schandaal rond bisschop Roger Vangheluwe was Van Hecke een van de grote pleitbezorgers om een onderzoekscommissie in te stellen die het seksueel misbruik in de Kerk zou bestuderen. Hierover werd geen eensgezindheid bereikt binnen het parlement. Wel werd er besloten tot de oprichting van een zogenaamde "Bijzondere Commissie betreffende de behandeling van seksueel misbruik en feiten van pedofilie binnen een gezagsrelatie, inzonderheid binnen de Kerk". De aanbevelingen van deze commissie werden unaniem aanvaard. De slachtofferverenigingen waren dan ook tevreden met het door de voltallige commissie geleverde werk.
Stefaan Van Hecke was als specialist intens betrokken bij de onderhandelingen die leidden tot de zesde staatshervorming. Zo maakte hij deel uit van de zogenaamde "High Level groep" die in het najaar van 2010 onder leiding van Jean-Claude Marcourt (PS) en Jan Jambon (N-VA) zich bogen over de hervorming van de financieringswet.
Volgens zijn officiële takenlijst was hij effectief lid van de commissie voor Justitie, de opvolgingscommissie betreffende de behandeling van seksueel misbruik en feiten van pedofilie binnen een gezagsrelatie, inzonderheid binnen de Kerk en het parlementair Comité belast met de wetsevaluatie. Daarnaast was hij plaatsvervanger in de commissie voor de Herziening van de Grondwet en de Hervorming van de Instellingen, de commissie belast met de Problemen inzake Handels- en economisch Recht, de commissie voor de Infrastructuur, het Verkeer en de Overheidsbedrijven en de commissie voor de Binnenlandse Zaken, de Algemene Zaken en het Openbaar Ambt.

### Legislatuur 2014-2019
Bij de Kamerverkiezingen van 2014 raakte Van Hecke herverkozen als lijsttrekker in Oost-Vlaanderen. De partij zette er een flinke sprong voorwaarts met 9,15% van de stemmen. Een tweede zetel werd binnengehaald. Die ging naar de Gentse Evita Willaert. Persoonlijk steeg Van Hecke terug met bijna 3.000 stemmen naar 12.999 voorkeurstemmen. Kristof Calvo volgde hem na de verkiezingen op als fractieleider.
Van Hecke ging zich bezighouden met het veiligheidsthema. In de nasleep van de aanslagen in Parijs van november 2015 werd hij ondervoorzitter van de tijdelijke commissie terreurbestrijding. Deze commissie behandelde de 18 voorgestelde regeringsmaatregelen tegen terrorisme. Na de Aanslagen in Brussel en Zaventem op 22 maart 2016 kwam er ook een onderzoekscommissie terroristische aanslagen. Van Hecke was ook ondervoorzitter van deze commissie die de gebeurtenissen van 22 maart 2016 volledig moest reconstrueren, de werking van de veiligheidsdiensten onderzocht en een analyse maakte van de radicalisering in België.
Deze legislatuur werd Van Hecke effectief lid van de commissie voor Justitie, de opvolgingscommissie betreffende de behandeling van seksueel misbruik en feiten van pedofilie binnen een gezagsrelatie, inzonderheid binnen de Kerk, het parlementair Comité belast met de wetsevaluatie, de commissie voor comptabiliteit (als ondervoorzitter) en de begeleidingscommissie van het Comité P en I. Daarnaast werd hij plaatsvervanger in de commissie voor de Herziening van de Grondwet en de Hervorming van de Instellingen, de bijzondere commissie voor het Reglement en voor de Hervorming van de parlementaire werkzaamheden, de commissie voor de Verzoekschriften, de commissie voor de Infrastructuur, het Verkeer en de Overheidsbedrijven en de commissie voor de Binnenlandse Zaken, de Algemene Zaken en het Openbaar Ambt.

### Legislatuur 2019-2024
Bij de federale verkiezingen van 26 mei 2019 werd Van Hecke als Oost-Vlaams Groen-lijsttrekker herkozen in de Kamer met 14.593 voorkeurstemmen. Groen behaalde in de kieskring 10,32%, een lichte vooruitgang ten opzichte van 2014. 
In deze legislatuur werd Van Hecke voorzitter van de commissie Economie, Consumentenbescherming en Digitale Agenda en lid van de commissies Justitie en Binnenlandse Zaken, Veiligheid, Vervolgingen en Bestuurszaken. Daarnaast werd hij ook lid van het bijzondere commissie belast met de Parlementaire Begeleiding van het Vast Comité van Toezicht op de Politiediensten en van het Vast Comité van toezicht op de inlichtingen- en veiligheidsdiensten en de gezamenlijke parlementaire controlegroep Europol. 
Ook zetelde hij van oktober 2023 tot mei 2024 in de onderzoekscommissie belast met de aanpak van seksueel misbruik in de Kerk, naar aanleiding van nieuwe onthullingen hieromtrent in de documentairereeks Godvergeten.

### Legislatuur 2024-2029
Van Hecke kreeg de tweede plaats op de Oost-Vlaamse Groen-lijst voor de federale verkiezingen van juni 2024. Groen behaalde in de kieskring ditmaal 9,99 procent, hetgeen voldoende was om de twee Oost-Vlaamse zetels van Groen te behouden. Hijzelf behaalde 7.228 voorkeurstemmen en kon zodoende aan zijn vijfde legislatuur in de Kamer beginnen. Na de verkiezingen werd hij opnieuw aangeduid als fractieleider in de Kamer. Daarnaast ging Van Hecke zetelen in de commissie voor Justitie, de commissie voor Grondwet en Institutionele Vernieuwing, alsook werd hij weer lid van de bijzondere commissie belast met de Parlementaire Begeleiding van het Vast Comité van Toezicht op de Politiediensten en van het Vast Comité van toezicht op de inlichtingen- en veiligheidsdiensten en plaatsvervanger in de commissie Binnenlandse Zaken, Veiligheid, Migratie en Bestuurszaken. 
Voorts werd hij in september 2024 opnieuw lid van een onderzoekscommissie die betrekking had op seksueel misbruik in de Kerk, een die werd belast met het onderzoeken van mogelijke disfuncties in het strafrechtelijk onderzoek hiervan, beter bekend als Operatie Kelk.

## Verenigingsleven
Stefaan Van Hecke is in tal van verschillende verenigingen actief. Zo is hij lange tijd actief geweest in het Gemeentelijk Jeugdcentrum De Gnirk, waaronder vele jaren als ondervoorzitter van de Raad van Bestuur. Hij is tevens lid van de plaatselijke afdeling van Natuurpunt. Van Hecke was ook jarenlang medewerker bij de organisatie van de Ronde van Vlaanderen.

## Trivia
- Stefaan Van Hecke heeft twee kinderen.
- Naar eigen zeggen is hij gefascineerd door Íngrid Betancourt, de Colombiaanse groene politica die ontvoerd werd door de rebellenbeweging FARC en jarenlang in de jungle in gevangenschap leefde.
- Van Hecke is een groot fan van Bruce Springsteen.

## Eretekens
- ridder in de Leopoldsorde